# Robert Daniel senior

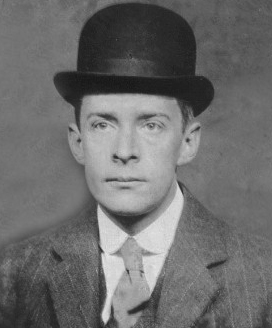
Robert Daniel

Robert Williams Daniel (* 11. September 1884 in Richmond, Virginia; † 20. Dezember 1940 ebenda) war ein US-amerikanischer demokratischer Politiker und Bankier, der von 1936 bis 1940 Mitglied des Senats von Virginia war.

## Hintergrund
Daniel kam 1884 als Sohn von James Robertson Vivian Daniel und dessen Frau Hallie Wise Williams zur Welt. Als Nachfahre des Siedlers und Gründungsvaters Edmund Randolph war er mit vielen prominenten amerikanischen Familien verwandt. Sein Urgroßvater war Peter Vivian Daniel. Seine Brüder waren Channing Williams Daniel und James Robertson Vivian Daniel, Jr.

## Werdegang
Daniel diente im Ersten Weltkrieg in der US-amerikanischen Armee und erhielt den Militärgrad Major. 1903 machte er seinen Abschluss an der University of Virginia in Charlottesville und begann danach eine Karriere als Banker und Manager. Zunächst arbeitete er als Verkehrsmanager für die Richmond, Fredericksburg and Potomac Railroad. Danach wurde er Leiter der Maryland Life Insurance Company. 1906 gründete er mit seinem Kollegen Charles Palmer Stearns die Versicherungsagentur Daniel and Stearns.
Ab 1911 war Daniel hauptsächlich als Bankier tätig. So wurde er zum Beispiel Präsident der Liberty National Bank in New York und Vorsitzender der Richmond Trust Company. Von 1936 bis zu seinem Tod im Dezember 1940 saß er im Senat von Virginia.

## RMSTitanic
Am 10. April 1912 ging Daniel in Southampton als Passagier Erster Klasse an Bord des neuen britischen Luxusdampfers Titanic, der eine Woche später in New York einlaufen sollte. Die Umstände seiner Rettung sind umstritten. Zeitungsberichte gaben an, er sei einige Zeit im Wasser gewesen, bevor ihn ein Rettungsboot aufgegriffen habe. Dies ist unwahrscheinlich, da nach dem Untergang des Schiffs nur eine Handvoll Menschen lebend aus dem Wasser geborgen wurde. Sein Name war nicht darunter. Die offizielle Website Encyclopedia Titanica gibt an, dass Daniel in Rettungsboot Nr. 3 entkam, einem der frühesten Rettungsboote. Darin saßen auch Thomas Cardeza, der Verleger Henry Harper sowie die Ehefrau und Tochter von Charles M. Hays.
Nachdem Daniel und die anderen Überlebenden der Katastrophe am Vormittag des 15. April 1912 von dem Passagierschiff Carpathia an Bord genommen worden waren, machte er während der Überfahrt nach New York die Bekanntschaft von Eloise Hughes Smith, einer schwangeren 18-Jährigen, die bei dem Untergang ihren Ehemann verloren hatte. Sie heirateten zwei Jahre später.

## Familie
Daniel war dreimal verheiratet, jeweils mit einer wohlhabenden jungen Witwe. Am 18. August 1914 heiratete er Mrs. Lucian Philip Smith (geborene Mary Eloise Hughes) (1893–1940), Tochter des Politikers James A. Hughes. Sie brachte aus erster Ehe einen Sohn mit. Die Ehe endete 1923 in Scheidung. Am 1. Dezember 1923 heiratete er Mrs. Edwin Rutheven Campbell (geborene Margery Pitt Durant) (1887–1969), Tochter des Automobilherstellers William Durant. Aus der Ehe ging die Tochter Margery Randolph Daniel (1924–2013) hervor. Das Paar kaufte und bewohnte die Plantage Lower Brandon Plantation in Burrowsville, Virginia. Die Ehe endete im September 1928 in Scheidung.
Am 11. Oktober 1929 heiratete er in dritter Ehe Mrs. Frank Palmer Christian (geborene Charlotte Randolph Bemiss) (1890–1968), Nichte von John Skelton Williams, erster Präsident der Seaboard Air Line Railroad. Aus dieser Ehe stammte der 1936 geborene Sohn Robert Daniel.
Robert Williams Daniel starb am 20. Dezember 1940 im Alter von 56 Jahren an Leberzirrhose und wurde auf dem Hollywood Cemetery in seiner Heimatstadt Richmond beigesetzt. Ihm zu Ehren benannt ist der Mount Daniel, ein Berg in der Antarktis.